# Ostatnia godzina (powieść)
Ostatnia godzina (inne tytuły: Koniec świata, Wieża ratunku) – powieść fantastycznonaukowa Tadeusza Konczyńskiego z 1912 roku; jedna z pierwszych polskich powieści katastroficznych i postapokaliptycznych. Jest to opowieść o nadchodzącym dla Ziemi kosmicznym kataklizmie i walce o przetrwanie ludzkości w obliczu apokalipsy.

## Historia edycji
Powieść pierwotnie ukazała się w 1912 r. w odcinkach w czasopiśmie „Kurier Poranny”, nr 161-301. Została wydana jako książka, z podtytułem powieść fantastyczna, przez wydawnictwo S. Orgelbrand i Synowie w 1913. Ukazały się też dwa inne wydania ze zmienionymi tytułami: pierwsze, także wydane w 1913 roku pod tytułem Wieża ratunku (wersja dla młodzieży z usuniętymi „drastycznymi scenami obyczajowymi”; także nakładem S. Orgelbrand i Synowie; 1913); zaś drugie, wydane w 1921 roku pod tytułem Koniec świata (nakładem Księgarni J. Czerneckiego), było regularnym wznowieniem oryginału.
Według Krystyny Kłosińskiej, zmiana tytułu z Ostatniej godziny na Koniec świata była prawdopodobnie próbą wykorzystania popularności gatunku powieści katastroficznej w latach 20.

## Fabuła
W dalekiej przyszłości Ziemia zmaga się z katastrofą solarną – Słońce przestaje ogrzewać planetę, a lód, śnieg i szalejące wiatry zamieniają świat w niegościnne pustkowie. Ostatni ludzie znajdują schronienie w Wiecznym Mieście – odizolowanym szklaną kopułą azylu, który staje się sceną walki o władzę, przetrwanie i nadzieję. Na czele miasta stoi Wielki Mistrz Goidun, bezwzględny despota przypominający rzymskiego cesarza Nerona. W świecie pełnym chaosu i moralnego upadku Goidun snuje mroczny plan: zamierza doprowadzić resztkę ludzkości do zagłady, wykorzystując tajemnicze „niebieskie promienie” – potężną broń ukrytą w podziemiach jego pałacu. Sam chce ogłosić się ostatnim bogiem na Ziemi, jedynym władcą wszechświata, w którym będzie odtąd rządzić ślepa materia. Jednak przeciwko jego tyranii staje grupa bohaterów opowiadających się po stronie dobra. Wspierani przez Pariasów – najniższą, lecz najbardziej zdeterminowaną kastę społeczną – próbują przywrócić porządek i ocalić przyszłość planety. Astronom Radon odkrywa wieżę Eota, zbudowaną przed wiekami w Tatrach przez polskiego geniusza inżynierii, przewidującego koniec świata. Wieża, wyposażona w unikatowe akumulatory i nadajniki astralne, staje się narzędziem do nawiązania kontaktu z „kosmicznymi braćmi”. W obliczu ostatecznego starcia z despotą Radon i jego ukochana Noemi uruchamiają urządzenia wieży, wysyłając wołanie o pomoc w przestrzeń kosmiczną. W chwili, gdy armia despoty atakuje ich górskie schronienie, odpowiedź z gwiazd staje się zapowiedzią ocalenia. W Słońce uderzają fragmenty planet, odtwarzając jego zasoby i przywracając mu dawny blask. Goidun ginie w akcie desperacji, rozbijając swój samolot, a ludzkość zyskuje szansę na nowy początek.

## Odbiór i analiza

### Recenzje
Zdzisław Dębicki w „Kurierze Warszawskim” pochwalił „Romans Rodana i Noemi i wielką ideę Eota”. Według recenzenta powieść ta „jako «fantazja», posiada... niewątpliwy urok śmiałości, ale grzeszy zbyt jednostronnem i pobieżnem traktowaniem życia i jego zjawisk w «wiecznem mieście»”. Wytyka drobne potknięcia logiczne (na przykład brak wyjaśnienia czym żywią się mieszkańcy w sytuacji, gdy według autora na zamarzającej Ziemi nie przetrwały zwierzęta i rośliny). Przedstawione podziemne społeczeństwo uznał za podobne do Morloków z książki Herberta George’a Wellsa. Ocenił utwór niejednoznacznie, pisząc, że fantazja i styl autora „jednają książce poczytność szerszą, przez swoją jaskrawość i zmysłowość”, ale równocześnie krytykując sceny „wyuzdania erotycznego”, pisząc, że gdyby autor zastąpił je większą dawką „fantazji naprawdę naukowej [...] powieść ta, dzięki narracyjnym zaletom swoim i lotnej wyobraźni autora zajęłaby mogła wybitne miejsce w naszej literaturze”.
Henryk Galie pisząc w tym roku dla czasopisma „Książka”, uznał powieść za przeciętną, inspirowaną m.in. Starą Ziemią Żuławskiego, pisząc, że „trudno dopatrywać się [w niej] jakiejkolwiek alegorji społeczno-politycznej. Jest to nic więcej, jak tylko bajeczka dla dorosłych dzieci, bajeczka, napisana przez autora rutynowego, poprawnie pod względem literackim i zajmująca, z niemałą domieszką sensacji. Jeśli p. Konczyńskiemu szło o zajęcie czytelnika, skierowanie jego wyobraźnio ku egzotycznej krainie niebyłego, cel ten osiągnął w zupełności. Ale nie oczarował, nie olśnił, bo na to trzeba być poetą, a p. Konczyński przywykł po ziemi chodzić, z dzisiejszego, szarego życia wzorki zbierać dla swych powieści i dramatów. Fantastyczność jest to, jak dotąd, obca dlań kraina”.
Powieść zrecenzował też Eustachy Czekalski dla „Przeglądu Wileńskiego” (nr 134 z 1913 roku).
W okresie powojennym, w 1985, Stefan Otceten pokrótce skrytykował tę powieść, opisując ją jako utwór „o niezbyt wielkich walorach literackich”; przytoczył też opinię innego krytyka o niej („staroświecka science fiction z pomysłami metapsychicznymi nieco w stylu Grabińskiego”).

### Analiza
Według Antoniego Smuszkiewicza, była to jedna z pierwszych pozycji w polskiej literaturze z nurtu katastroficznego (postapokaliptycznego). Według Andrzeja Niewiadowskiego, w roku wydania powieści (1913) w polskiej krytyce literackiej nie funkcjonował jeszcze termin „literatura fantastycznonaukowa”; powieść została więc przez ówczesnych recenzentów scharakteryzowana jako „romans naukowy”. Kilka lat później; Niewiadowski i Smuszkiewicz w swoim Leksykonie polskiej literatury fantastycznonaukowej zaliczyli go następnie do gatunku „romansu katastroficznego”.
Niewiadowski i Smuszkiewicz opisali ten utwór jako jedną z bardziej znanych powieści fantastycznych Konczyńskiego; wykorzystującą „sprawdzone chwyty formalne [i] tradycyjną charakterystykę bohaterów”. W powieści widzą wymieszany schemat fabularny melodramatu, powieści historycznej, a także baśni. Postać Goiduna porównują do rzymskiego Nerona, a także do Nietzscheańskiego „nadczłowieka”, a postać Radona do bohaterów romantycznych. Przesłanie powieści to „przestroga dla współczesnych” z naciskiem na sprawiedliwość społeczną i upowszechnienie wiedzy, bez czego światu grozi zagłada. Krytycy zauważyli także w powieści wątek prochrześcijański, związany z wątkami nawiązującymi do zła ery upadającego cesarstwa rzymskiego. Mimo katastroficznej natury, Niewiadomski i Smuszkiewicz podsumowują analizę, pisząc, że powieść Konczyńskiego jest „wyrazem wiary w indywidualną wolę człowieka, który potrafi oddalić zło i uchronić świat przed zagładą”.
Leszek Pułka opisał tę książkę jako „Wellsowską wizję zmierzchu cywilizacji, studium zaratustrianizmu, dionizyjskości kultury”, pochwałę religii (bez której nie widzi autor moralności) i krytykę „burżuazyjnej Europy”.
Według Tadeusz Budrewicza, znaczącą rolę w powieści odgrywają motywy romantyczne i religijne, gdyż to miłość („zaprezentowana w szeregu skojarzeń biblijnych”) jest siłą, która ratuje Ziemię.